# Anisotes galanae
Anisotes galanae är en akantusväxtart som först beskrevs av Baden, och fick sitt nu gällande namn av Vollesen. Anisotes galanae ingår i släktet Anisotes och familjen akantusväxter. Inga underarter finns listade i Catalogue of Life.